# Agabus sjostedti
Agabus sjostedti är en skalbaggsart som beskrevs av Régimbart 1908. Agabus sjostedti ingår i släktet Agabus och familjen dykare. Inga underarter finns listade i Catalogue of Life.